# Centropristis philadelphica
Centropristis philadelphica är en fiskart som först beskrevs av Carl von Linné 1758.  Centropristis philadelphica ingår i släktet Centropristis och familjen havsabborrfiskar. Inga underarter finns listade i Catalogue of Life.